# Anni Kronbichler
Anni Kronbichler (Walchsee, 22 marzo 1963) è un'ex sciatrice alpina austriaca.

## Biografia
Specialista delle prove tecniche, Anni Kronbichler ottenne i primi risultati internazionali di rilievo nella stagione 1979-1980 in slalom speciale, durante la quale colse i primi punti in Coppa del Mondo, l'8 marzo 1980 sulle nevi di Vysoké Tatry classificandosi 12ª, e si piazzò al 3º posto nella classifica di specialità in Coppa Europa. Il 21 dicembre 1981 a Saint-Gervais-les-Bains salì per la prima volta sul podio in Coppa del Mondo giungendo 2ª, nella stessa specialità, alle spalle della svizzera Erika Hess; ai successivi Mondiali di Schladming 1982 chiuse 6ª nella combinata, suo primo piazzamento iridato, e il 16 gennaio 1983 conquistò la prima vittoria in Coppa del Mondo, sul tracciato di Schruns in slalom speciale.
Convocata per i XIV Giochi olimpici invernali di Sarajevo 1984, sua unica presenza olimpica, ottenne il 14º posto nello slalom gigante e l'8º nello slalom speciale; la sciatrice fu presente anche ai Mondiali di Bormio 1985, dove si classificò 4ª nello slalom speciale, e il 12 gennaio 1986 a Bad Gastein ottenne il terzo e ultimo successo in Coppa del Mondo, sempre in slalom speciale; l'ultimo piazzamento internazionale della sua attività agonistica fu il 4º posto ottenuto nello slalom speciale di Coppa del Mondo disputato il 13 dicembre 1987 a Leukerbad, mentre l'ultimo risultato in carriera fu la medaglia d'argento vinta a Göstling an der Ybbs in slalom speciale ai Campionati austriaci 1988.

## Palmarès

### Coppa del Mondo
- Miglior piazzamento in classifica generale: 11ª nel 1983
- 7 podi (tutti in slalom speciale):
  - 3 vittorie
  - 2 secondi posti
  - 2 terzi posti

#### Coppa del Mondo - vittorie
| Data            | Località    | Paese    | Specialità |
| --------------- | ----------- | -------- | ---------- |
| 16 gennaio 1983 | Schruns     | Austria  | SL         |
| 22 gennaio 1984 | Verbier     | Svizzera | SL         |
| 12 gennaio 1986 | Bad Gastein | Austria  | SL         |

Legenda:

SL = slalom speciale

### Coppa Europa
- 5 podi:
  -  3 vittorie[senza fonte]

#### Coppa Europa - vittorie
| Stagione  | Località            | Paese          | Specialità |
| --------- | ------------------- | -------------- | ---------- |
| 1979-1980 | Liberec             | Cecoslovacchia | SL         |
| 1980-1981 | Ramsau am Dachstein | Austria        | SL         |
| 1980-1981 | Bled                | Jugoslavia     | SL         |

Legenda:

SL = slalom speciale

### Campionati austriaci
- 3 medaglie[1]:
  - 1 oro (slalom gigante nel 1982)
  - 2 argenti (slalom gigante nel 1984; slalom speciale nel 1988)

### Campionati austriaci juniores
- 2 medaglie[1]:
  - 1 oro (slalom speciale nel 1981)
  - 1 argento (slalom speciale nel 1980)